# Autovía A-76
Die Autovía A-76 oder Autovía Ponferrada–Ourense ist ein geplantes Autobahnprojekt in Spanien. Die Autobahn soll in Ponferrada beginnen und in Ourense enden.
Mit dem Bau wurde noch nicht begonnen, wobei in den drei Abschnitten zwischen Villamartín de la Abadía und El Barco de Valdeorras (Ost) (26,7 km) die Projektierungs- bzw. Ausschreibungsunterlagen fertiggestellt sind (Stand Juli 2017).

## Abschnitte
| Position | Kurzbezeichnung des Abschnitts | Abschnitt                                                      | km    | Eröffnung  |
| -------- | ------------------------------ | -------------------------------------------------------------- | ----- | ---------- |
| 1        |                                | A-6-N-VI-Requejo                                               | 7,6   | in Planung |
| 2        |                                | Villamartín de la Abadía Requejo                               |       |            |
| 3        | 2                              | Requejo-A Veiga de Cascallá                                    | 10,7  | in Planung |
| 4        |                                | A Veiga de Cascallá-El Barco de Valdeorras                     | 8,4   | in Planung |
| 5        |                                | El Barco de Valdeorras- (Vilamartín)-Rúa                       | 16,9  | in Planung |
| 6        |                                | Rúa - (San Miguel de Montefurado) - Figueiredo                 | 6,59  | in Planung |
| 7        |                                | Figueiredo - (Soldón) - (Quiroga) - San Clodio                 | 7,58  | in Planung |
| 8        |                                | San Clodio Carballo de Lor                                     | 13,52 | in Planung |
| 9        |                                | Carballo de Lor-A Pobra do Brollón                             | 7,62  | in Planung |
| 10       |                                | A Pobra do Brollón- Monforte (ost)                             | 5,7   | in Planung |
| 11       |                                | Umfahrung Monforte Monforte (ost) - (Monforte (west)) - Babela | 7,7   | in Planung |
| 12       |                                | Babela-Los Peares                                              | 15,82 | in Planung |
| 13       |                                | Los Peares - (Barra de Miño) - Lagariños A-56                  | 22,92 | in Planung |

## Größere Städte an der Autobahn
- Ponferrada
- Orense